# 古姆尼謝
50°24′44″N 25°9′51″E / 50.41222°N 25.16417°E
古姆尼謝（烏克蘭語：Гумнище），是烏克蘭的村落，位於該國西部沃倫州，由盧茨克區負責管轄，始建於1649年，面積6.11平方公里，海拔高度197米，2001年人口331，人口密度每平方公里54.17人。